# توم ديفيس (لاعب كرة قدم)
توم ديفيس (بالإنجليزية: Tom Davis)‏ (3 فبراير 1911 بمقاطعة دبلن في جمهورية أيرلندا - 1 يناير 1987) هو لاعب كرة قدم بريطاني (وحمل سابقاً جنسية المملكة المتحدة لبريطانيا العظمى وأيرلندا) في مركز الهجوم. شارك مع منتخب أيرلندا لكرة القدم ومنتخب جمهورية أيرلندا لكرة القدم. أما مع النوادي، فقد لعب مع أولدهام أثلتيك وليسبورن ديستليري ونادي إكزتر سيتي ونادي ترانمير روفرز لكرة القدم ونادي توركي يونايتد ونادي دوندالك ونادي شيلبورن ونادي ميتز وMidland Athletic F.C. ‏ وFrankfort F.C. ‏ وCork City F.C. (1938–1940) ‏ ونادي درومكوندرا ‏ وNew Brighton A.F.C. ‏ ونادي بوسطن تاون ‏ وCork F.C. ‏ ونادي ووركينغتون.

## وصلات خارجية
- توم ديفيس على موقع قاعدة بيانات كرة القدم.إي يو (الإنجليزية)